# Lost (Frank Ocean)
"Lost" is een nummer van de Amerikaanse singer-songwriter Frank Ocean. Het verscheen op zijn debuutalbum Channel Orange uit 2012. Op 17 december van dat jaar werd het uitgebracht als de vierde single van het album.

## Achtergrond
"Lost" is geschreven door Frank Ocean (onder zijn echte naam Christopher Breaux), James Ryan Ho, Micah Otano en Paul "Phamous" Shelton en geproduceerd door Malay, de echte naam van Ho. De tekst van het nummer gaat over een man wiens vriendin cocaïne maakt. Naarmate het nummer vordert, wordt duidelijk dat zij in de drugswereld terecht is gekomen vanwege de verslaving van de man. In het nummer zit een sample uit de film Fear and Loathing in Las Vegas uit 1998, waarin experimenteren met drugs centraal staat.
"Lost" werd een hit in een aantal landen. Het kwam weliswaar niet in de Amerikaanse Billboard Hot 100 terecht, maar kwam wel tot plaats 25 in de lijst Hot R&B Songs in dat land, en behaalde plaats 53 in de Britse UK Singles Chart. Het werd het grootste succes in Nieuw-Zeeland, met een vijfde plaats in de hitlijsten. In Vlaanderen kwam het tot de dertiende plaats in de "Bubbling Under"-lijst van de Ultratop 50.
In 2015 werd een cover van "Lost" uitgebracht door Major Lazer, met zang van MØ. Deze cover werd uitgebracht als single ter promotie van Peace Is the Mission, het vierde album van het trio. Het werd opgenomen om mee te liften op de anticipatie voor Oceans volgende album, genaamd Boys Don't Cry, dat volgens geruchten rond dezelfde tijd uitgebracht zou worden - uiteindelijk verscheen het album in 2016 onder de titel Blonde.
In 2022 kwam de originele versie van "Lost" opnieuw onder de aandacht nadat het populair werd op de socialemedia-app TikTok, waar het in meer dan 176.000 video's werd gebruikt. Hierdoor kwam het wereldwijd (opnieuw) de hitlijsten binnen. Het verbeterde de piekposities in de UK Singles Chart met plaats 44 en kwam in de Amerikaanse Hot R&B/Hip-Hop Songs-lijst tot plaats 16. Ook verscheen het in Nederland in de Single Top 100, waar het plaats 53 bereikte.

## Hitnoteringen

### Single Top 100
| Hitnotering: 22-01-2022 t/m 05-03-2022 | Hitnotering: 22-01-2022 t/m 05-03-2022 | Hitnotering: 22-01-2022 t/m 05-03-2022 | Hitnotering: 22-01-2022 t/m 05-03-2022 | Hitnotering: 22-01-2022 t/m 05-03-2022 | Hitnotering: 22-01-2022 t/m 05-03-2022 | Hitnotering: 22-01-2022 t/m 05-03-2022 | Hitnotering: 22-01-2022 t/m 05-03-2022 | Hitnotering: 22-01-2022 t/m 05-03-2022 |
| Week                                   | 1                                      | 2                                      | 3                                      | 4                                      | 5                                      | 6                                      | 7                                      |                                        |
| -------------------------------------- | -------------------------------------- | -------------------------------------- | -------------------------------------- | -------------------------------------- | -------------------------------------- | -------------------------------------- | -------------------------------------- | -------------------------------------- |
| Nummer                                 | 53                                     | 63                                     | 72                                     | 59                                     | 63                                     | 77                                     | 87                                     | uit                                    |

### NPO Radio 2 Top 2000
| Nummer met noteringen in de NPO Radio 2 Top 2000 | '23  | '24  |
| ------------------------------------------------ | ---- | ---- |
| Lost                                             | 1768 | 1472 |

1. ↑  Een vetgedrukt getal geeft de hoogste notering aan.
2. ↑  2023 was het eerste jaar met een notering voor dit nummer.